# فلوروفسفات ثنائي الأيزوبروبايل
فلوروفسفات ثنائي الأيزوبروبايل (بالإنجليزية: Diisopropyl fluorophosphate)‏ هو دواء يُستعمل في علاج:
- ماء أزرق (منذ 2 أبريل 1957)[8]

## دوره
يلعب هذا الدواء دورًا في علاج الأمراض كونه:
- مثبط بروتياز